# Enrique Ballestrero
Enrique Ballestrero (18. januar 1905 – 11. oktober 1969) var en uruguayansk fodboldspiller, der som målmand på Uruguays landshold vandt guld ved VM i 1930 på hjemmebane. Han spillede i alle uruguayanernes fire kampe i turneringen, og opnåede i alt 19 landskampe.
Ballestrero spillede på klubplan blandt andet for Rampla Juniors i hjemlandet.